# Sangüesa
Sangüesa (en castellà, cooficialment en basc Zangoza) és un municipi de Navarra, a la comarca de Sangüesa, dins la merindad de Sangüesa.

## Demografia
| 1860  | 1900  | 1950  | 1970  | 1981  | 1991  | 2006  |
| ----- | ----- | ----- | ----- | ----- | ----- | ----- |
| 3.310 | 3.255 | 3.813 | 4.645 | 4.572 | 4.445 | 5.093 |

## Història
Els vestigis romans acrediten una densa implantació. La primitiva vila Sangüesa la Vella s'identifica amb l'actual Rocaforte. Va ser una important defensa del regne de Pamplona. El monarca Sanç Ramirez va concedir cap a 1090 el fur de Jaca al primer nucleo de població franca que Alfons I d'Aragó i Pamplona ho va estendre en 1122 al burgo nou. Va ser centre d'una tinença encarregada de controlar la frontera amb Aragó. A mitjan segle xii es va constituir al capdavant de la merindad de Sangüesa. No obstant això en el segle xix el partit judicial es va situar a Aoiz.
Durant la Guerra de Successió Espanyola a la fi de 1710 va estar ocupada per tropes de l'arxiduc Carles. Va tenir sempre seient en les Corts de Navarra pel braç de les Universitats. Durant la guerra del Francès va ser defensada per Francisco Espoz y Mina. Va ser també escenari en les guerres carlines.

## Fills il·lustres
- Juan Francés de Iribarren (1699-1767) organista, mestre de capella i compositor.